# 蒙蒂切尔沃
蒙蒂切尔沃，是西班牙巴伦西亚自治区巴伦西亚省的一个市镇。总面积8平方公里，总人口645人（2001年），人口密度81人/平方公里。